# Индивидуално преследване
Индивидуално преследване е състезателна дисциплина от пистовото колоездене.
При него 2 колоездачи стартират от място от противоположни страни на пистата и пробягват определена дистанция стараейки се да настигнат противника и да постигнат най-добро време. Дистанцията е 4 km за мъже и 3 km за жени. Ако се получи застигане незабавно се обявява победителя в серията, но колоездачите могат да продължат до края на дистанцията за да постигнат по-добро време в квалификациите или за да поставят рекорд.

## Формат на състезанията
Първият кръг на дисциплината по време на големи състезания е квалификация. В нея двойките колоездачи не се състезават директно помежду си а се стараят да постигнат най-добро време. В олимпийския формат колоездачите с четирите най-добри времена продължават в полуфинал с директни елиминации като двамата победители се състезават за златен и сребърен медал а загубилите се състезават за бронзов медал. При световните шампионати и състезанията от световната купа двамата колоездачи с най-добри времена от квалификацията директно се класират на финал за разпределяне на златния и сребърен медал а третия и четвъртия от квалификацията за бронзовия.

## На олимпийски игри
Индивидуалното преследване е включено в програмата на Олимпийските игри за мъже през 1964 г. и за жени през 1992 г.
През декември 2009 г. МОК одобрява препоръка на Международния колоездачен съюз (UCI) за преструктуриране на дисциплините по време на игрите в Лондон през 2012 г., включително и премахването на индивидуалното преследване от програмата.